# إد جوردن
إد جوردن (بالإنجليزية: Ed Jordan)‏ هو ملحن جنوب أفريقي، ولد في 2 مارس 1969.

## وصلات خارجية
- إد جوردن على موقع ميوزك برينز (الإنجليزية)